# Chiesa di San Bernardino (Legnano)
La chiesa di San Bernardino è un luogo di culto cattolico di Legnano.

## Storia
Dedicata a san Bernardino da Siena, è stata costruita sulle rovine di un antico oratorio su proposta di Carlo Borromeo. Dell'antico oratorio sono giunti fino a noi parte dei muri in cotto e ciottoli, ed una formella di terracotta che attualmente si trova all'interno della chiesa. Anche l'oratorio precedente era intitolato a san Bernardino.
Il nome di San Bernardino fu dato anche ad una cascina ed alla chiesa attuale per ricordare una visita effettuata nel 1444 dal Santo al convento di Sant'Angelo di Legnano, ora non più esistente. La chiesa oratorio precedente fu costruita per ringraziare Dio di aver evitato alla contrada le conseguenze più gravi di un'epidemia di peste.
Secondo alcuni studi, l'attuale chiesa dovrebbe essere stata consacrata nel 1580, mentre le prime tracce documentate in cui viene citata risalgono al 1650. Su questi documenti possiamo leggere: "[...] Nella Cascina San Bernardino, copiosa di persone, si trova una picciol chiesa del medesimo nome... è antica e escetto che a tempi passati fu riedificata la capella unica che in quella si trova. L'anno 1642 fu intrapreso l'uso di farvi la festa di San Bernardino al 20 maggio [...]".

## La chiesa e le opere artistiche
L'edificio religioso, che da un punto di vista architettonico è un oratorio, misura 8 x 15 cubiti. Nei secoli passati la chiesa di San Bernardino fu sotto il patrocinio della famiglia Lampugnani. Per tale motivo, sull'acquasantiera è presente uno stemma di questa famiglia.
A ricordo della visita di San Bernardino, nella chiesa attuale è stato realizzato un affresco ritraente la Madonna, il Bambino e San Bernardino. È stato realizzato nel 1644 da Francesco Lampugnani. Guido Sutermeister lo attribuì erroneamente al Cerano.
La chiesa durante i secoli è stata arricchita da molte altre opere artistiche quali un crocifisso del XVIII secolo in legno e bronzo.
Nel 1800, sulla sinistra dell'edificio, in prossimità del campanile, è stato realizzata una sacrestia che è stata decorata da un affresco di Antonio Maria Turri.
È stata completamente restaurata nel 1894 e negli anni settanta del XX secolo.